# Branim se
Branim se je deveti album hrvatskog pjevača Borisa Novkovića koji sadrži 10 pjesama. Objavljen je 1999. godine.

## Pjesme
1. "Prodala me ti"
2. "Što se ja večeras spremam"
3. "Neka druga su vremena"
4. "J.M.B.G. broj"
5. "Ne mogu da ne mislim na tebe"
6. "Branim se"
7. "Ja te sanjam"
8. "Tugalica"
9. "Kockari"
10. "Bilo je davno"